# Outbursts
Outbursts is het vijfde studioalbum van Turin Brakes. Het album verscheen op 1 maart 2010 en is het eerste dat verschijnt bij hun nieuwe label, Cooking Vinyl.
Het album laat een terugkeer zien naar de sound van hun eerste album, The Optimist LP. Als eerste single verschijnt Sea Change.

## Tracklist
1. Sea Change
2. Mirror
3. Rocket Song
4. Paper Heart
5. The Invitation
6. Will Power
7. Apocolips
8. Embryos
9. Never Stops
10. The Letting Down
11. Radio Silence
12. Outbursts